# Гончаренко Іван Григорович
Іван Григорович Гончаренко (1920 — 9 травня 1945) — радянський офіцер, гвардії лейтенант, танкіст, учасник Німецько-радянської війни.
Під час визволення Праги 1945 року командир танка Т-34-85 № 24 1-го танкового батальйону 63-ї гвардійської «Челябінської» танкової бригади 10-го гвардійського Уральско-Львівського добровольчого танкового корпусу гвардії лейтенант І. Г. Гончаренко в числі перших увірвався в місто. Його танк був підбитий у бою, а сам Іван Гончаренко — загинув. На честь його танка, як першого з тих, хто прийшов на допомогу повсталій Празі, в столиці Чехословаччини був встановлений пам'ятник з танком ІС-2, який пізніше, після «оксамитової революції» в 1991 році, був демонтований з постаменту, а сам постамент знищений.

## Біографія
Народився в 1920 році в селі Сушилине Білопільського району Сумської області Української РСР. Закінчив середню школу.
З 1940 року комсомолець Іван Гончаренко в рядах РСЧА (покликаний Дарницьким військкоматом Київської області). Учасник Німецько-радянської війни з червня 1941 року. До грудня 1941 року воював на Центральному фронті. Закінчив 2-е Горьковське танкове училище.
З березня 1944 року гвардії лейтенант І. Г. Гончаренко — командир танка № 24 (повний тактичний номер: 1-24, де 1 — номер 1-го танкового батальйону) 1-го танкового батальйону 63-ї гвардійської «Челябінської» танкової бригади або «Челябінської» танкової бригади (була сформована в місті Челябінськ) 10-го гвардійського Уральско-Львівського добровольчого танкового корпусу 1-го Українського фронту ЗС СРСР.
В кінці квітня 1945 року відзначився в боях за визволення УРСР та Польщі, а також у Німеччині та вуличних боях у Берліні.

На початку травня 1945 року в рейді на Прагу танк І. Г. Гончаренко був включений в головну похідну колону, ішов у числі перших трьох розвідувальних танків гвардії молодшого лейтенанта Л. Є. Буракова. До складу екіпажу Т-34-85 № 24 входили:
- командир танка гвардії лейтенант І. Г. Гончаренко;
- старший механік-водій гвардії старший сержант І. Г. Шкловський;
- командир гармати, він же заступник командира танка, гвардії сержант П. Г. Батирєв;
- молодший механік-водій, він же радист, гвардії сержант А. Н. Філіппов;
- заряджаючий гвардії сержант Н. С. Ковригін.

Через три дні форсованого маршу, в ніч на 9 травня 1945 року передові частини корпусу підійшли до Праги з північно-заходу. За спогадами колишнього командира 63-ї гвардійської танкової бригади М. Г. Фомічова, місцеве населення зустрічало радянських танкістів з радістю, з національними та червоними прапорами і транспарантами «Ать жие Руда Армада! Хай живе Червона Армія!» Зокрема, в місті Слани одна старенька підбігла до гвардії лейтенанта І. Г. Гончаренко, і, цілуючи його замасленную руку, запрошувала зайти в дім". Але танкісти не могли затримуватися і стрімко просувалися вперед.
Вночі 9 травня розвідувальний взвод з трьох танків Буракова, Гончаренко і Котова з розвідниками і саперами на броні першим увійшов до Праги і з'ясував, що в центрі міста чеські повстанці ведуть бої з німецьким гарнізоном генерала Шернера. У Празі була сформована штурмова група-до разведвзводу додався танк командира роти Латника, де командиром танка був Тонконог. Штурмовій групі під командуванням Латника було поставлено завдання-захопити Манесов міст і забезпечити вихід основних сил танкової бригади в центр міста. На підступах до Празького Граду противник чинив сильний опір: біля Карлова і Манесова мостів через річку Влтава німці виставили заслін з чотирьох самохідних гармат під прикриттям великої кількості фаустників.
Першим до річки Влтава вийшов танк Івана Гончаренка, за ним йшли танки Леоніда Буракова, Павла Котова та Олександра Тонконога. В ході бою, що зав'язався екіпаж І. Г. Гончаренко знищив одну з самохідок і почав прорив через Манесов міст, але фаустникам вдалося підбити «тридцатьчертверку» і вивести з ладу екіпаж. Гвардії лейтенант І. Г. Гончаренко загинув. Посмертно нагороджений Орденом Вітчизняної війни I ступеня.

Інші танки штурмової групи, зламавши опір німецьких військ, оволоділи Манесовим мостом, перешкодивши противнику підірвати міст. А потім вийшли з нього до центру Праги. Вдень 9 травня столиця Чехословаччини була звільнена від німецьких військ.
Спочатку був похований на площади (нині носить ім'я Яна Плаха) перед будівлею чеської філармонії Рудольфінум разом з кількома іншими радянськими солдатами, які загинули в останній день війни на улице Хоткова (рядові Мягков, Давидов і Востріков). Пізніше урочисто перепохований на Ольшанському цвинтарі в Празі.

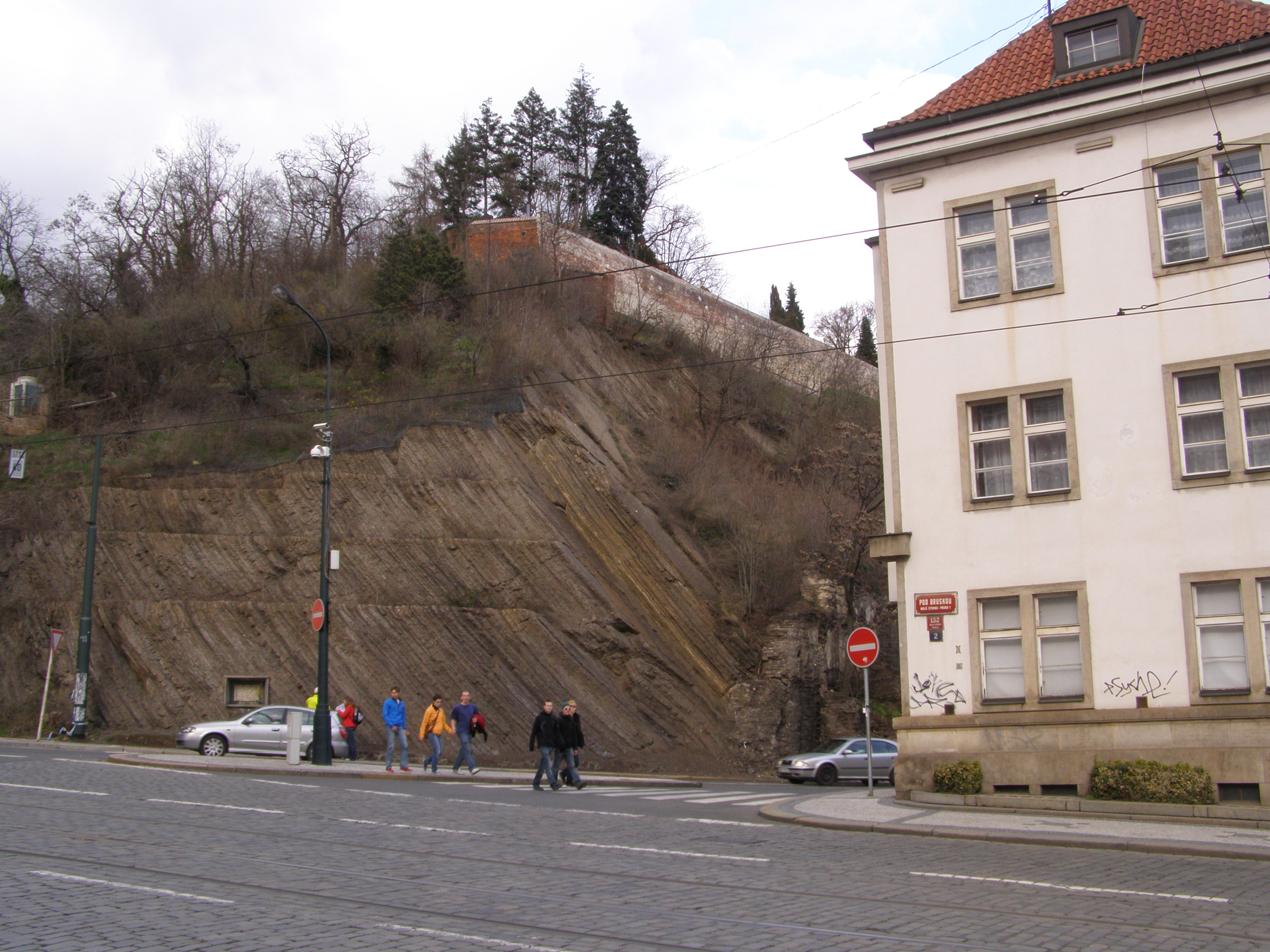
Місце, де був підбитий танк Гончаренко
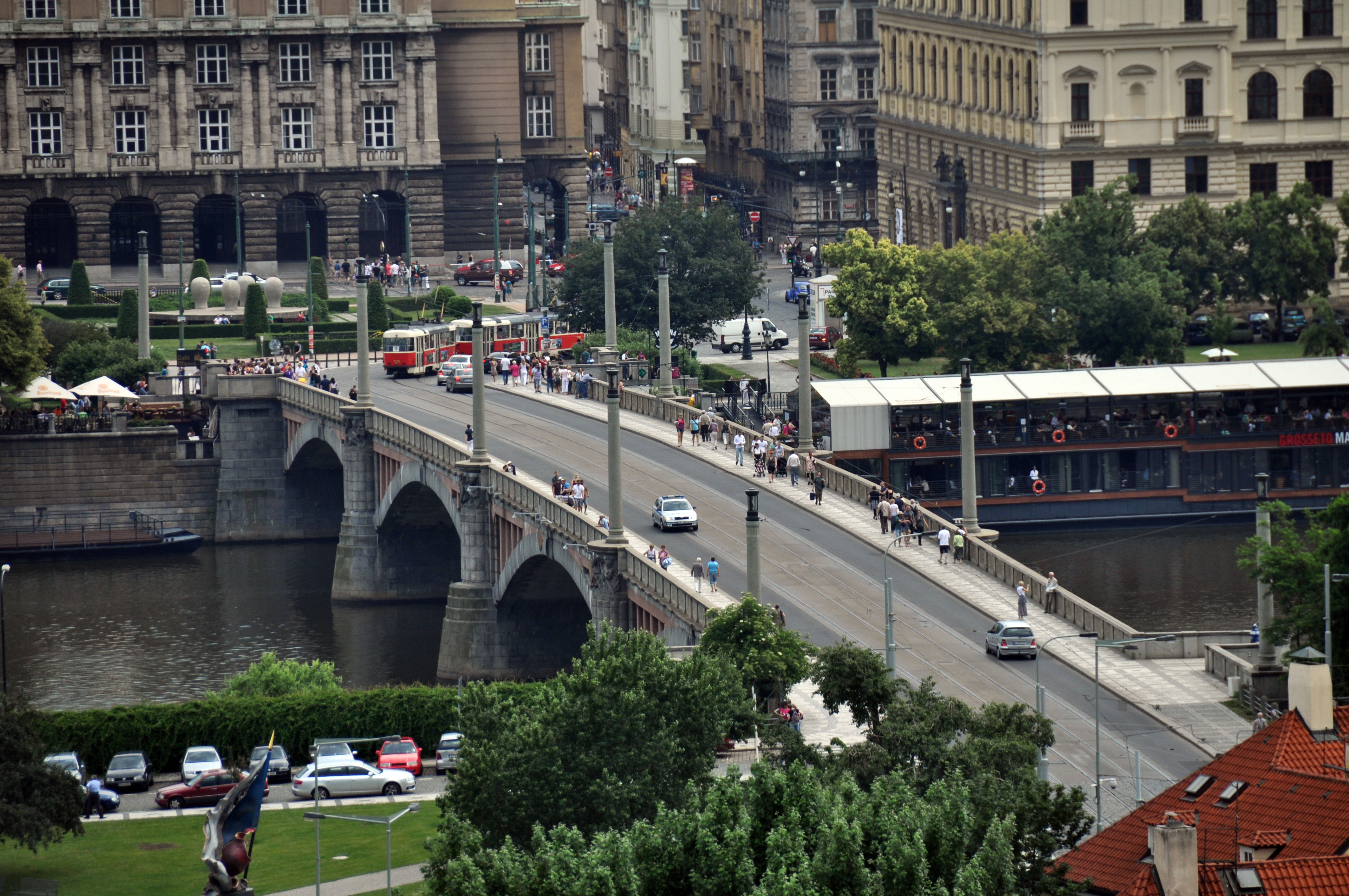
Манесов міст, в боях за який загинув І. Г. Гончаренко
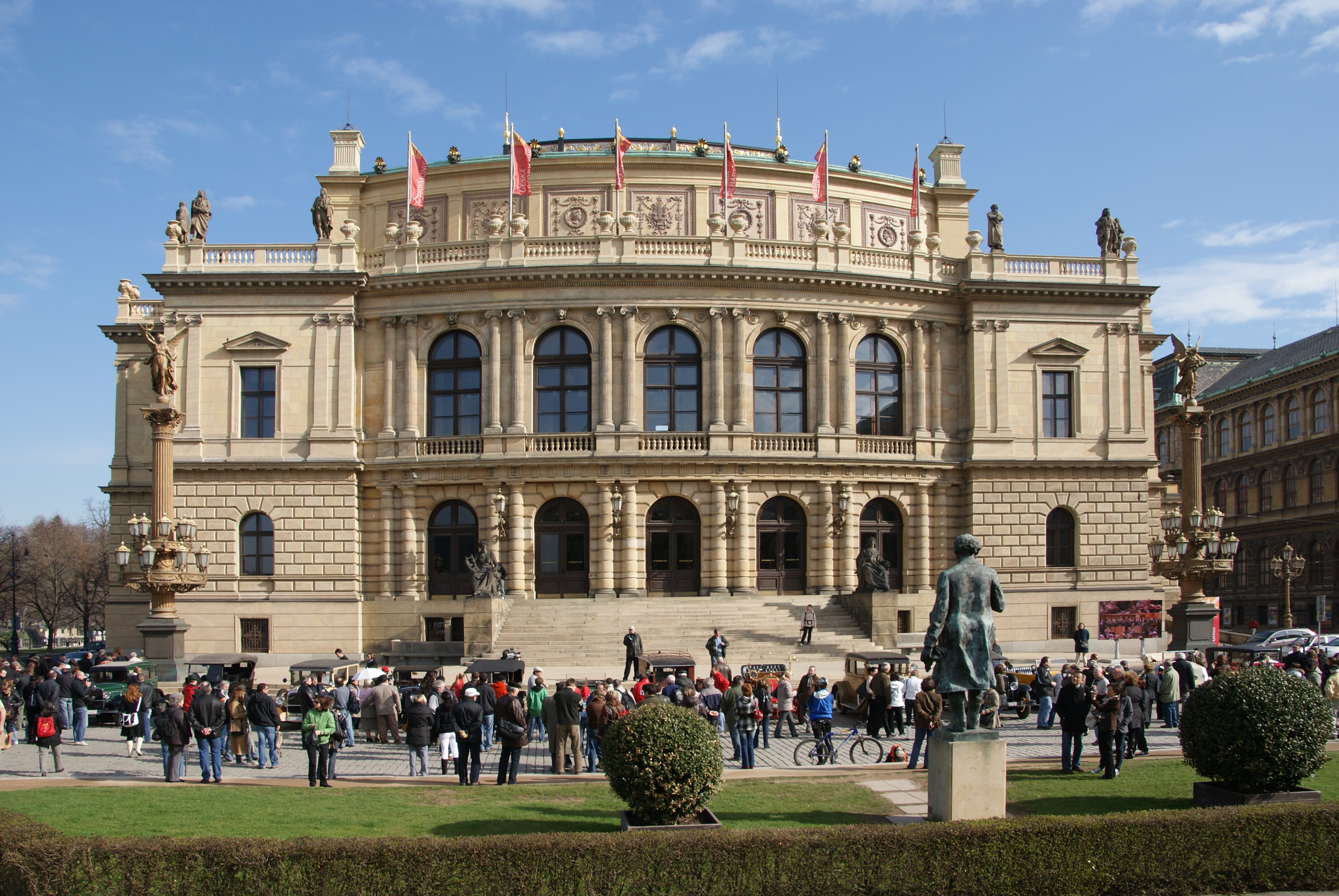
Первісне місце поховання І. Г. Гончаренко (перед будівлею Рудольфінума)

## Нагороди
- орден Вітчизняної війни I ступеня (20 травня 1945, посмертно)Нагородний лист в електронному банку документів «Подвиг Народу»
- орден Червоної Зірки (1944)

## Родина
Дружина — Гончаренко Олександра Матвіївна, під час війни проживала в селі Салташи Улянівського району Сумської області.

## Пам'ять
Пізніше прах Гончаренка перенесли на братське кладовище радянських воїнів, полеглих за визволення Чехословаччини у Ольшанах. На місці загибелі Івана Гончаренка був встановлений пам'ятний знак.
Іменем Гончаренко названа вулиця в Празі в районі Прага-4 (чеськ. Gončarenkova, Praha 4) і вулиця в Челябінську. У школі № 143 Челябінська створено музей героя.

На честь його танка, як першого з тих, хто прийшов на допомогу повсталій Празі, в столиці Чехословаччини встановили пам'ятник з танком ІС-2 (див. пам'ятник радянським воїнам-визволителям у Празі). Згідно з легендою, генерал Д. Д. Лелюшенко критично відгукнувся про підбитий танк Т-34-85 № 24, на якому екіпаж І. Г. Гончаренко першим в'їхав до Праги, сказавши: «Не будемо ж ми давати чехам такий мотлох», проте аж до кінця 1980-х років офіційна версія стверджувала, що в Празі дійсно виставлений той самий «перший» танк. Після «оксамитової революції» в 1991 році він був демонтований з постаменту, перефарбований в рожевий колір і використовується як символ окупації Чехословаччини радянськими військами.

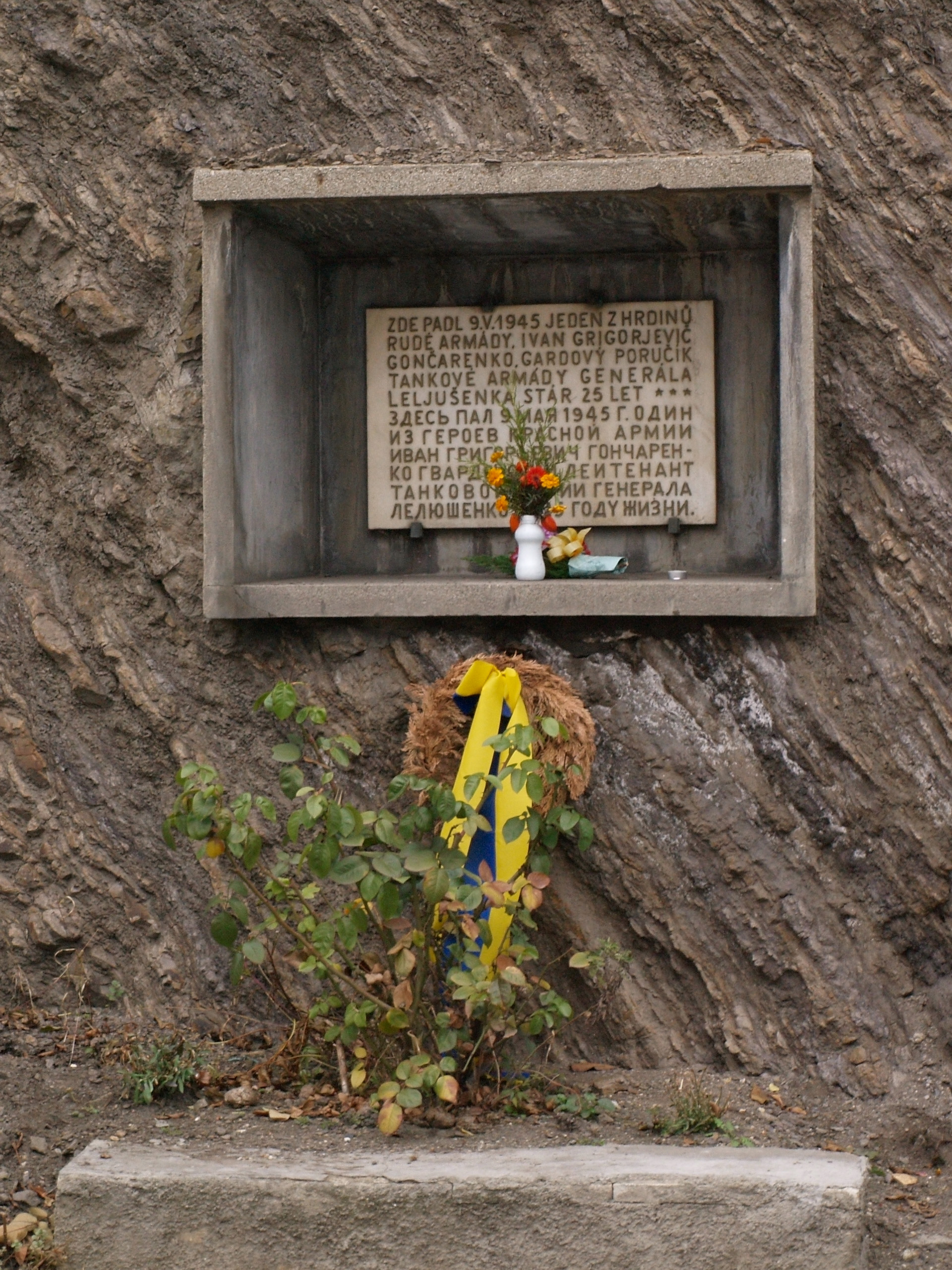
Меморіальна дошка на місці загибелі лейтенанта І. Г. Гончаренко в Празі
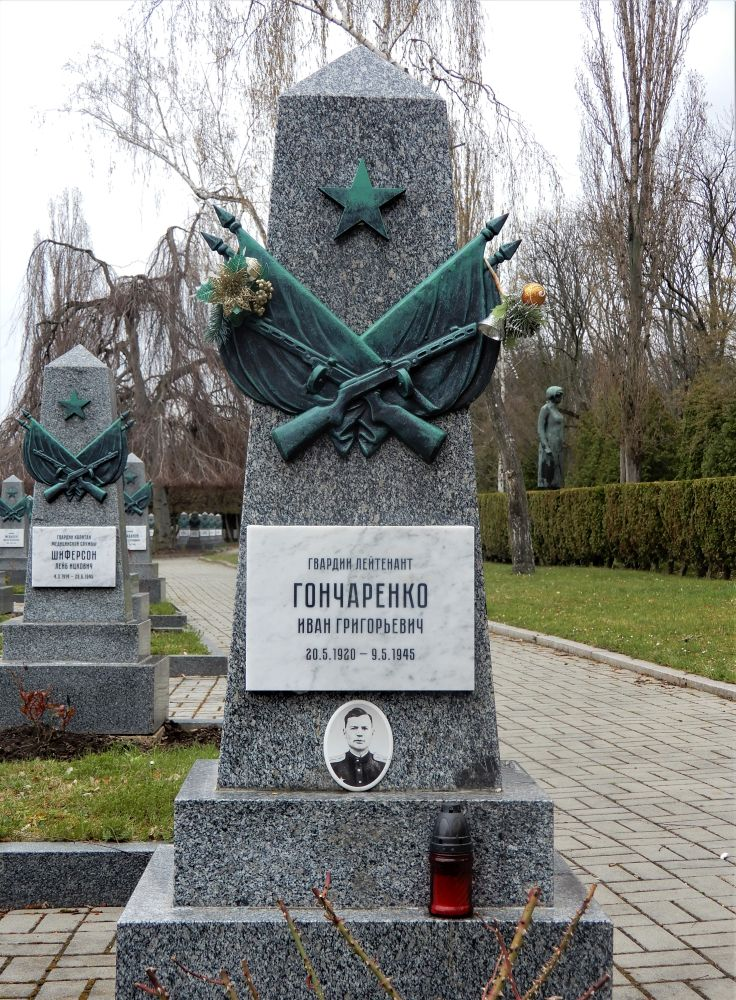
Могила лейтенанта І. Г. ГончаренкоОльшанское кладбище в Празі
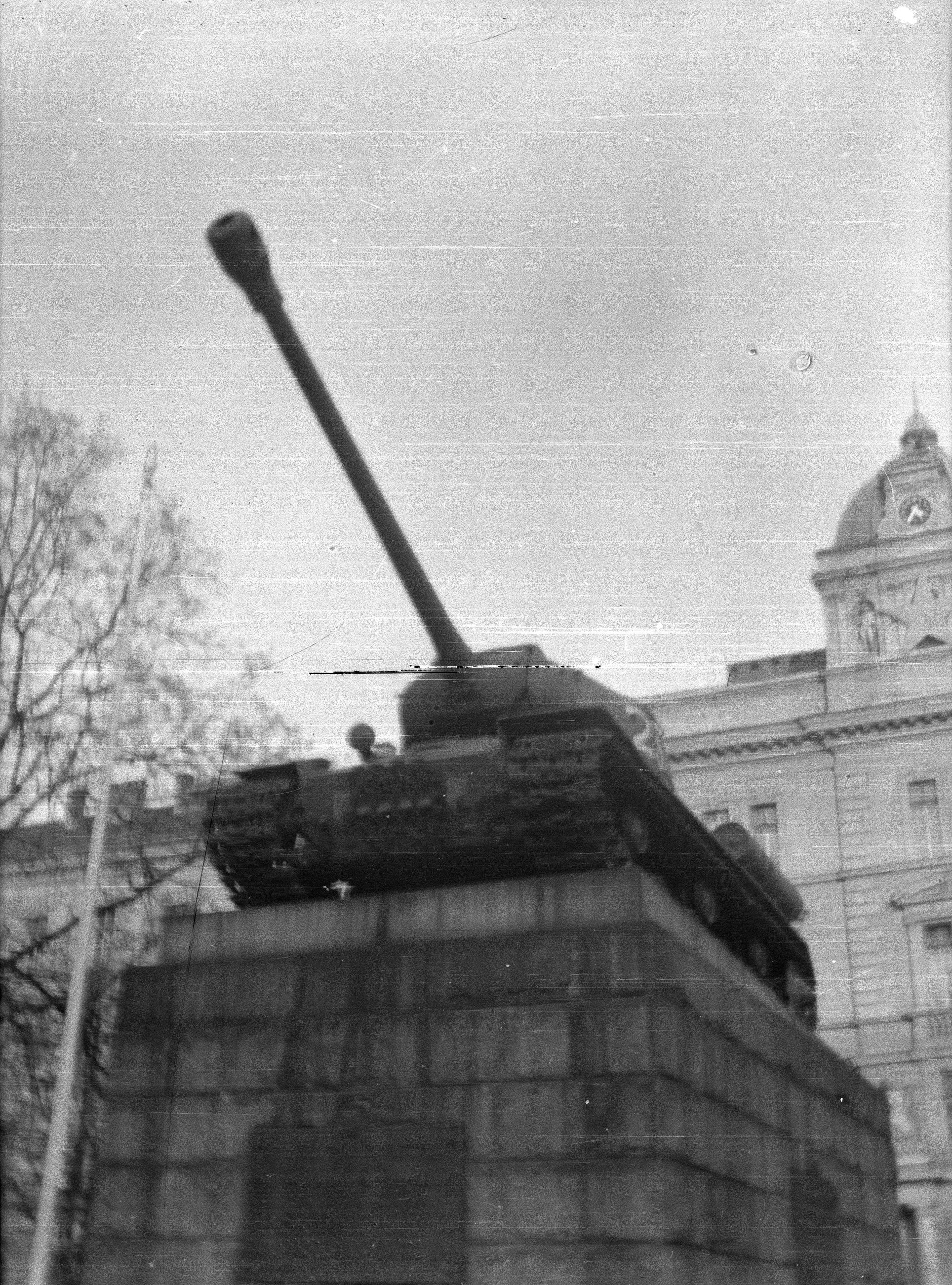
Радянський танк ІС-2, який стояв у 1948-1991 роках в Празі в якості пам'ятника танку Т-34 І. Г. Гончаренко
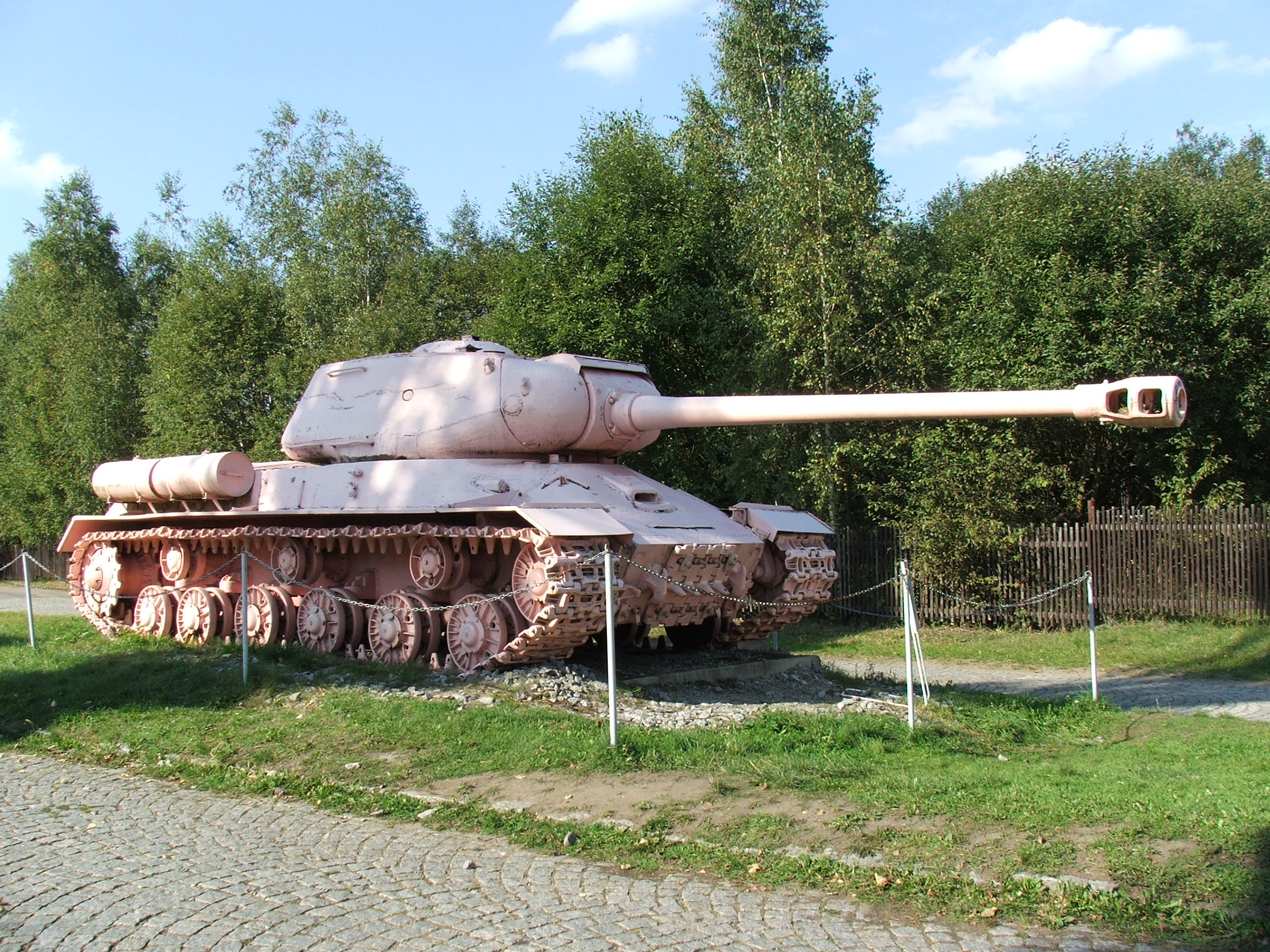
Цей же танк, перефарбований в рожевий колір
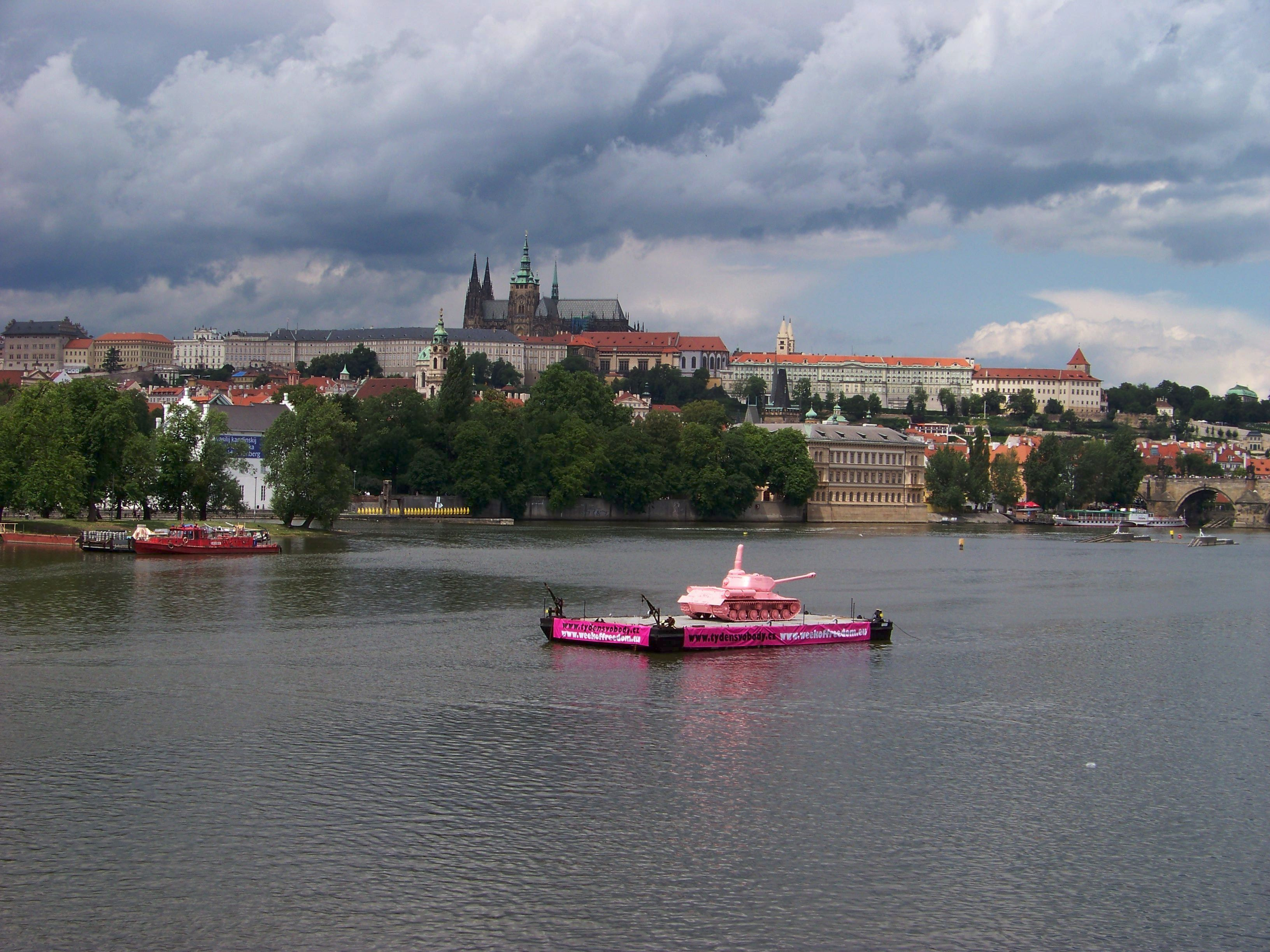
Танк на шляху до Праги для святкування 20-ї річниці виведення радянських військ з Чехословаччини, 20 червня 2011.

Члени екіпажу І. Г. Гончаренко — А. В. Філіппов, В. Р. Шкловський, Н. С. Ковригін та П. Р. Батирєв — отримали в бою 9 травня 1945 року важкі поранення, але залишилися в живих. Вони були удостоєні звання почесних громадян Праги і в післявоєнні роки відвідували столицю Чехословаччини.